# خوانيتا مور
خوانيتا مور (بالإنجليزية: Juanita Moore)‏ (و. 1914 – 2014 م) هي ممثلة، وممثلة تلفزيونية من الولايات المتحدة الأمريكية . ولدت في لوس أنجلوس .
توفيت في لوس أنجلوس .

## روابط خارجية
- خوانيتا مور على موقع IMDb (الإنجليزية)
- خوانيتا مور على موقع ألو سيني (الفرنسية)
- خوانيتا مور على موقع تيرنر كلاسيك موفيز (الإنجليزية)
- خوانيتا مور على موقع أول موفي (الإنجليزية)
- خوانيتا مور على موقع قاعدة بيانات برودواي على الإنترنت (الإنجليزية)
- خوانيتا مور على موقع قاعدة بيانات الأفلام السويدية (السويدية)
- خوانيتا مور على موقع إن إن دي بي (الإنجليزية)
- خوانيتا مور على موقع قاعدة بيانات الفيلم (الإنجليزية)
- خوانيتا مور على موقع كينوبويسك (الروسية)